# Big Easy – Straßen der Sünde
Big Easy – Straßen der Sünde ist eine Fernsehserie, die vom Film The Big Easy – Der große Leichtsinn aus dem Jahr 1987 inspiriert war. Die Fernsehserie hatte am 11. August 1996 ihre Premiere auf dem USA Cable Network. Daniel Petrie Jr., der das Drehbuch für den Film schrieb, war der Executive Producer der Fernsehserie.
Die Fernsehserie spielte in New Orleans in Louisiana und wurde vor Ort verfilmt. In den USA  hatte sie ihre Premiere am 11. August 1996 auf USA Cable Network. In Deutschland wurde sie erstmals am 2. März 1997 auf RTL II ausgestrahlt. Sie wurde von Juni 1998 bis August 1998 und bis zum 14. September 1999 auf VOX, von November 1998 bis zum 31. Dezember 1998 und vom 2. Januar 2001 bis zum 24. März 2001 auf RTL II sowie vom 3. Mai 2002 bis zum 4. Oktober 2002 und vom 6. März 2004 bis zum 23. Oktober 2004 auf Tele 5 wiederholt.

## Handlung
Der Polizist Detective Remy McSwain (Tony Crane) ermittelt unter dem  Polizeichef C.D. LeBlanc (Barry Corbin), der sein Onkel ist, und arbeitet hierzu mit der Bezirksstaatsanwältin Anne Osbourne (Susan Walters) zusammen.

## Episoden
Es gibt 35 Episoden, die in zwei Staffeln ausgestrahlt wurden, wovon die erste 22 und die zweite 13 Folgen umfasst.

## Veröffentlichungen
Die beiden Staffeln der Serie sind seit Juni 2008 in englischer Sprache auf DVDs erhältlich. Außerdem sind die einzelnen Folgen in den Vereinigten Staaten bei Netflix online abrufbar.